# Коростелёв, Александр Фёдорович
Александр Фёдорович Коростелёв (род. 28 апреля 1960, Твердыш, Курганская область) — наладчик автоматов и полуавтоматов, народный депутат СССР. Проживает в городе Кургане.

## Биография
Александр Фёдорович Коростелёв родился 28 апреля 1960 в посёлке Твердыш Твердышского сельсовета Каргапольского района Курганской области, ныне посёлок сельского типа входит в Каргапольский муниципальный округ той же области.
В 1977 году окончил среднюю школу № 12 посёлка Троебратное Ленинского района Кустанайской области Казахской ССР.
С 1979 года работал автоматчиком на производственном объединении «Курганармхиммаш». Его наставником был Юрий Петрович Ченских. В 1983 году добился права работать с личным клеймом. За одиннадцатую пятилетку Коростелёв выполнил восемь годовых заданий. Не сбавлял темпов и в последующие годы.
Был избран секретарём комсомольской организации цеха, начальником штаба «Комсомольского прожектора» производственного объединения «Курганармхиммаш», членом бюро Октябрьского райкома ВЛКСМ города Кургана. Комсомольско-молодёжная бригада, которую возглавил Коростелёв, была одной из лучших на предприятии.
Член КПСС.
В 1989 году избран народным депутатом СССР на альтернативной основе (вторым кандидатом был директор НИИ зернового хозяйства Игорь Антонович Сикорский) от Курганского территориального избирательного округа № 213 Курганской области. В числе трёх депутатов он представлял Курганскую область на Съезде народных депутатов СССР.
15 ноября 1989 года ПО «Курганармхиммаш» распалось на 2 завода: арматурный и химмаш; Коростелёв работал до 2011 года наладчиком автоматов и полуавтоматов на ОАО «Икар — Ордена Почёта Курганский завод трубопроводной арматуры». При производственной необходимости он обслуживал до восьми станков. Александр Фёдорович был единственным на предприятии рабочим, кому доверялось самостоятельно распределять годовой баланс своего рабочего времени в соответствии с планом производства.
Член КПРФ.
Был выдвинут кандидатом в депутаты Курганской областной Думы пятого созыва от КПРФ по Рябковскому избирательному округу № 6 (№ 2 в списке — Александр Иванович Казанцев, Александр Федорович Коростелев, Виктор Александрович Томилин). По итогам выборов 14 марта 2010 года избрана Татьяна Владимировна Киселева — кандидат от «Справедливой России».
После ухода с «Икара» продолжает трудиться в промышленности.

## Награды и заслуги
- Медаль ордена «За заслуги перед Отечеством» II степени
- Портрет занесён в галерею «Курганцы — гордость города» (2000 год[7])
- Почётная грамота Курганской областной Думы (2005 год[8])
- Премия «Комсомол Зауралья»
- Знак ЦК ВЛКСМ «Молодой гвардеец пятилетки»
- Знак ЦК ВЛКСМ «Мастер — золотые руки» (дважды)
- Портрет был занесён на заводскую аллею Славы.

## Семья
- Сын Семён (род. 12 февраля 1986), окончил экономический факультет Курганского государственного университета.